# Daga testicular

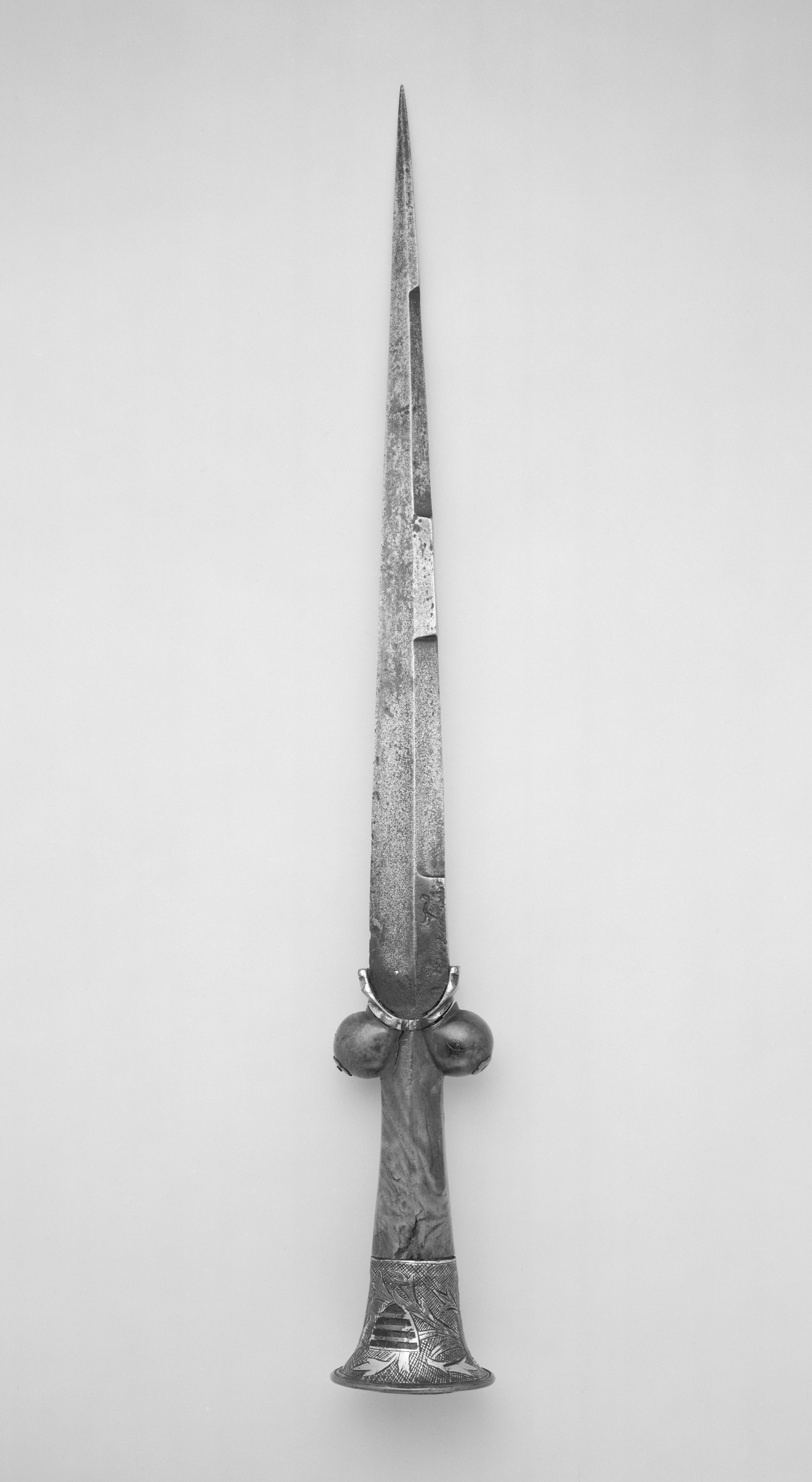
Daga testicular de estilo gótico.

La daga testicular, conocida también como "bollock dagger" en inglés y "adaga colhona" en portugués, es una clase de daga europea de origen altomedieval, llamada así por la peculiar forma artística de su empuñadura. Su uso remite a Escandinavia, las islas británicas y Flandes desde el siglo XIII al XVIII.

## Características
Esta daga es un arma blanca de doble filo, fundamentalmente punzante pero con propiedades cortantes básicas. Se caracteriza por ostentar en la empuñadura dos protuberancias ovoides, cerca de la guarda, que simulan testículos, dando al arma una forma evocativa del aparato reproductor masculino.
Durante la época victoriana, se la llamó daga de riñón ("kidney dagger") por motivos de decoro, habida cuenta de que la guarda pueda asemejarse también a este órgano si es vista en conjunto.